# Svenska tekoindustriföreningen
Svenska Tekoindustriföreningen, STIF, representerar svenska tillverkare av kläder och teknisk textil. Föreningen är en branschförening inom Svensk Industriförening som är den mindre och medelstora industrins intresseorganisation. Medlemsföretagen producerar både egna produkter och åtar sig produktionsuppdrag.
Föreningen verkar för att öka medlemsföretagens möjligheter att producera i Sverige främst genom marknadsföring av medlemmarnas produkter och tjänster.
Ett aktivt deltagande i Moderådet verksamhet ingår i denna strategi. 
I samverkan med moderorganisationen får medlemmarna stöd, rådgivning och biträde inom affärsjuridik, arbetsrätt och kollektivavtal. Föreningen tecknar eget kollektivavtal för sina medlemmar. Företagen får löpande information om förändringar inom det regelverk som är särskilt viktigt för mindre företag, t.ex. skattelagstiftningen. Föreningen har en nära kontakt med företagarna som rådgivare och "bollplank" inför deras beslut. 